# Řídké vazivo
Řídké vazivo (též areolární vazivo) patří do kategorie pojivových tkání. Plní významné biomechanické funkce ve všech orgánech, které mění svůj objem nebo délku.

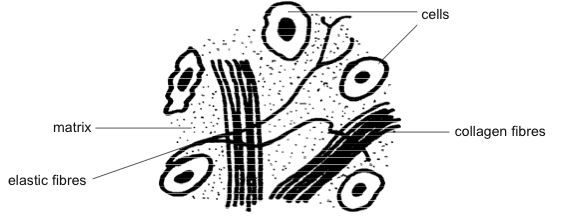
Řídké vazivo

## Popis
Areolární vazivo je mezenchymálního původu a má jemnou konzistenci. Je pružné, měkké, poddajné a dobře vaskularizované. Toto vazivo není příliš odolné vůči mechanickým podnětům. Je nejběžnějším pojivem u obratlovců.

## Lokalizace a funkce
Řídké vazivo vyplňuje prostory mezi svalovými vlákny a fasciemi, zpevňuje tkáně epitelové a tvoří vrstvu obalující lymfatické a krevní cévy. Najdeme jej též v papilární vrstvě dermální, v podkoží, serózních blanách dutiny břišní a hrudní i ve žlázách a sliznicích (výstelky dutých orgánů), kde zpevňují vrstvy epitelů. Vyplňuje prostory v našem těle.
Klíčové funkce, které řídké vazivo poskytuje, jsou:
- podpora
- pevnost
- pružnost [3]

## Stavba řídkého vaziva
Obsahuje všechny hlavní komponenty typické pro vazivo. Nejhojnějšími buňkami jsou tu fibroblasty a makrofágy. Dále se tu vyskytují kolagenní a elastická vlákna. Retikulární vlákna se tu objevují ve značně menším měřítku, naopak převládající složkou řídkého vaziva je amorfní mezibuněčná hmota.

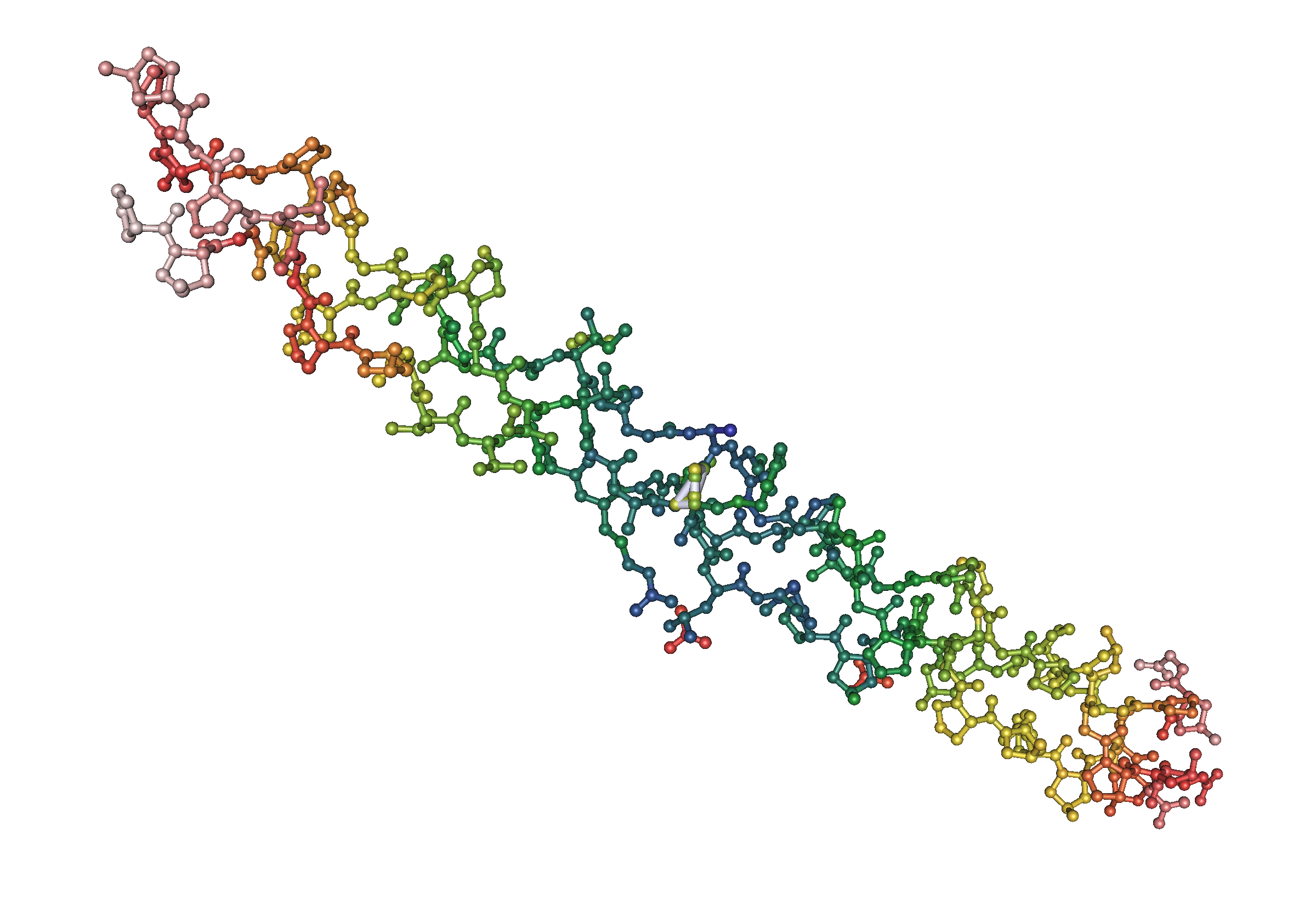
Kolagen

- Fibroblasty - protáhlé, vřetenovité až hvězdicovité buňky přiložené k povrchu vazivových vláken, produkují mezibuněčnou hmotu [1]
- Kolagenní vlákna - měkká, nepružná vlákna tvořená kolagenem, pevná v tahu
- Elastická vlákna - tenká, velmi pružná vlákna tvořená elastinem
- Amorfní mezibuněčná hmota - bezbarvý, rosolovitý roztok (složený z proteoglykanů) produkovaný fibroblasty, který vyplňuje prostory mezi buňkami a vlákny [1]